# Kim In-sub
Kim In-sub (* 2. März 1973 in Daegu, Südkorea) ist ein südkoreanischer Ringer. Er wurde 1998 und 1999 Weltmeister und gewann 2000 eine Silbermedaille bei den Olympischen Spielen in Sydney jeweils im griechisch-römischen Stil im Bantamgewicht.

## Werdegang
Kim In-sub begann als Jugendlicher im Jahre 1988 in seiner Heimatstadt Daegu mit dem Ringen. Er konzentrierte sich dabei auf den griechisch-römischen Stil. Er war Angestellter der Samsung Versicherungsgesellschaft in Deagu und gehörte auch dem Ringerclub dieser Gesellschaft an. Trainiert wurde er hauptsächlich von An Han-young. 
Auf der internationalen Ringermatte ist Kim In-sub ein Spätstarter, denn er nahm erst im Alter von 24 Jahren an seiner ersten internationalen Meisterschaft, der Asienmeisterschaft 1997 in Sari/Iran, teil. Dabei kam er im Bantamgewicht hinter Juri Melnitschenko aus Kasachstan auf den 2. Platz. Den gleichen Platz belegte er auch bei einem Weltcup-Turnier im November 1997 in Teheran im Bantamgewicht hinter Rafik Simonjan aus Russland und vor Dilshod Aripov aus Usbekistan.
1998 nahm er als Debütant an der Weltmeisterschaft in Gävle teil und gewann dort auf Anhieb den Weltmeistertitel im Bantamgewicht mit Siegen über Sarkis Elgkian, Griechenland, Constanrin Borascu, Rumänien, Shamsiddin Xudoyberdiyev, Usbekistan, Juri Melnitschenko und Sheng Zetiang, China. 1998 wurde er auch noch Sieger bei den Asien-Spielen in Bangkok, wo er vor Asliddin Xudoyberdiyev, Usbekistan und Sheng Zetiang gewann.
1999 wurde Kim In-sub in Taschkent Asienmeister im Bantamgewicht vor Juri Melnitschenko und Dilshod Aripov. Anschließend gelang es ihm, in Athen seinen 1998 errungenen Weltmeistertitel zu verteidigen. Dazu besiegte er Jairo Alvarado, Venezuela, Waleri Nikonorow, Russland, Karen Mnazakanjan, Armenien, Dilshod Aripov, Igor Petrenko, Belarus und Juri Melnitschenko. 
Bei den Olympischen Spielen 2000 in Sydney besiegte er im Bantamgewicht Juri Melnitschenko, Dilshod Aripov, Ali Ashkani Agboloag, Iran und Sheng Zetiang und stand damit im Kampf um die Goldmedaille dem Olympiasieger von 1996 im Fliegengewicht und vielfachen Weltmeister Armen Nasarjan, einem für Bulgarien startenden Armenier, gegenüber. Gegen diesen hielt er den Kampf lange offen und gewann sogar die erste Runde, musste sich diesem aber schließlich doch geschlagen geben und mit der Silbermedaille zufrieden sein.
2001 siegte Kim In-sub bei den Ostasien-Spielen in Ōsaka im Federgewicht vor Nurlan Koischeiganow aus Kasachstan. Auch bei der Weltmeisterschaft 2001 startete er in derselben Gewichtsklasse und kam dort zu Siegen über Dimitri Monastirski, Ukraine, Masaki Imuro, Japan, Eduard Alpevich, Belarus und Michael Beilin, Israel. Im Finale musste er sich aber Waghinak Galstjan aus Armenien geschlagen geben und wurde damit Vize-Weltmeister.
2002 siegte er dann bei den Asien-Spielen in Busan im Leichtgewicht vor Danijar Kobonow aus Kirgisistan und Kim Yun-Mo, Nordkorea. Bei der Weltmeisterschaft dieses Jahres war er nicht am Start. An der Weltmeisterschaft 2003 in Créteil war er aber wieder dabei und kam dort zu Siegen über Kevin Bracken, Vereinigte Staaten, Hovhannes Kurghinjan, Niederlande und Bachodir Kurbanow, Usbekistan. Dann verlor er aber gegen Levente Füredy aus Ungarn, schied aus und belegte in der Endabrechnung den 6. Platz.
Im April 2004 wurde Kim In-sub in Alma-Ata wieder asiatischer Meister im Leichtgewicht, wobei er Roman Meleschin, Kasachstan und Masaki Izena aus Japan auf die Plätze verwies. Im August 2004 nahm er auch wieder an den Olympischen Spielen in Athen teil. Er siegte dort im Leichtgewicht über Levente Füredy und Nikolai Gergow aus Bulgarien. Dann verlor er gegen Jimmy Samuelsson aus Schweden. Den nächsten Kampf sollte er gegen Parviz Zaidvand aus dem Iran bestreiten. Davon ist nur bekannt, dass dieser Kampf nicht stattfand, weil beide Ringer, Kim In-sub und Zaidvand, wegen Verstoßes gegen die Regeln des Internationalen Ringerverbandes (FILA) disqualifiziert wurden. Beide Ringer wurden auch vollständig aus der Wertung genommen. Mit diesem unschönen Ergebnis endete die internationale Ringerkarriere von Kim In-sub.

## Internationale Erfolge
| Jahr | Platz  | Wettbewerb                      | Gewichtsklasse | Ergebnisse |
| 1997 | 2.     | Asienmeisterschaft in Sari/Iran | Bantam         | hintr Juri Melnitschenko, Kasachstan, vor Mehdi Nassiri, Iran |
| 1997 | 2.     | Welt-Cup in Teheran             | Bantam         | hinter Rafik Simonjan, Russland, vor Dilshod Aripov, Usbekistan |
| 1998 | 1.     | WM in Gävle                     | Bantam         | nach Siegen über Sarkis Elgkian, Griechenland, Constanrin Borascu, Rumänien, Shamsiddin Xudoyberdiyev, Usbekistan, Juri Melnitschenko und Shen Zetiang, China                                                                   |
| 1998 | 1.     | Asien-Spiele in Bangkok         | Bantam         | vor Asliddin Xudoyberdiyev, Usbekistan und Sheng Zetiang |
| 1999 | 1.     | Asienmeisterschaft in Taschkent | Bantam         | vor Juri Melnitschenko und Dilshod Aripov |
| 1999 | 1.     | WM in Athen                     | Bantam         | nach Siegen über Jairo Alvarado, Venezuela, Waleri Nikonorow, Russland, Karen Mnazakanjan, Armenien, Dilshod Aripov, Igor Petrenko, Belarus und Juri Melnitschenko                                                              |
| 2000 | Silber | OS in Sydney                    | Bantam         | nach Siegen über Juri Melnitschenko, Dilshod Aripov, Ali Ashkani Agboloag, Iran und Sheng Zetiang und einer Niederlage gegen Armen Nasarjan, Bulgarien                                                                          |
| 2001 | 1.     | Ost-Asien-Spiele in Ōsaka       | Feder          | vor Nurlan Koischeiganow, Kasachstan und Yi Shanjun, China |
| 2001 | 2.     | WM in Patras                    | Feder          | nach Siegen über Dimitri Monastirski, Ukraine, Masaki Imuro, Japan, Eduard Alpevich, Belarus und Michael Beilin, Israel und einer Niederlage gegen Waghinak Galstjan, Armenien                                                  |
| 2002 | 1.     | Asien-Spiele in Busan           | Leicht         | vor Danijar Kobonow, Kirgisistan und Kim Yun-Mo, Nordkorea |
| 2003 | 6.     | WM in Créteil                   | Leicht         | nach Siegen über Kevin Bracken, USA, Hovhannes Kurghinjan, Niederlande und Bachodir Kurbanow, Usbekistan und einer Niederlage gegen Levente Füredy, Ungarn                                                                      |
| 2003 | 2.     | Asien-Cup in Alma Ata           | Leicht         | hinter Ali Ashkani Agboloag und vor Bachodir Kurbanow |
| 2004 | 1.     | Asienmeisterschaft in Alma-Ata  | Leicht         | vor Roman Meleschin, Kasachstan und Masaki Izena, Japan |
| 2004 | unpl.  | OS in Athen                     | Leicht         | nach Siegen über Levente Füredy und Nikolai Gergow, Bulgarien und einer Niederlage gegen Jimmy Samuelsson, Schweden, Disqualifikation zusammen mit seinem nächsten Gegner Parviz Zaidvand, Iran und Herausnahme aus der Wertung |

## Erläuterungen
- alle Wettkämpfe im griechisch-römischen Stil
- OS = Olympische Spiele, WM = Weltmeisterschaft
- Bantamgewicht, bis 2001 bis 58 kg, seit 2002 bis 55 kg, Federgewicht, bis 2001 bis 63 kg, seit 2002 bis 60 kg, Leichtgewicht, bis 2001 bis 69 kg, seit 2002 bis 66 kg Körpergewicht